# Amina wadud
amina wadud (Bethesda, Maryland, 25 de setembre de 1952) és una persona no-binària estatunidenca, especialitzada en teologia. Forma part del professorat emèrit d'Estudis islàmics a la Virginia Commonwealth University i també és acadèmica visitant a la Starr King School for the Ministry, a Oakland (Califòrnia). Ha escrit molt sobre el paper de la dona a l'Islam.
wadud va arribar als titulars internacionals el 2005 quan va dirigir les oracions del divendres en una congregació mixta a Nova York, provocant controvèrsia en algunes esferes del món islàmic. Independentment, wadud ha continuat dirigint oracions a diverses congregacions d'arreu del món.

## Biografia i educació
wadud va néixer amb el nom de Mary Teasley i es va criar com a metodista. Amb el seu pare, que era ministre metodista, va assistir a la Marxa a Washington amb Martin Luther King el 1963; va ser la seva primera trobada amb la religió com a motivació per a la justícia i la igualtat. Es va convertir a l'Islam el 1972, mentre estudiava a la Universitat de Pennsilvània, a la qual va assistir de 1970 a 1975. Va canviar legalment el seu nom juntament amb el seu marit d'aleshores i finalment va retenir 'amina wadud' com a nom, que va triar escriure sense majúscules.
Va continuar estudiant estudis àrabs i islàmics, i el 1975 es va graduar a la Universitat de Pennsilvània amb una llicenciatura en ciències en educació primària i es va convertir en professora certificada. Més tard es va traslladar a Beida (Líbia) durant dos anys, on va ensenyar anglès a la Universitat. Va rebre el seu M.A. en Estudis del Pròxim Orient seguit del seu doctorat en Estudis Àrabs i Islàmics de la Universitat de Michigan el 1988. Durant l'escola de postgrau, va estudiar a Egipte, fins i tot àrab avançat en el programa Center for Arabic Studies Abroad per a àrab avançat a la Universitat Americana del Caire, estudis corànics i tafsir (exegesi o interpretació religiosa) a la Universitat del Caire, i filosofia a la Universitat d'al-Azhar.

### Vida privada
wadud té cinc fills i tres nets. Viu a Oakland (Califòrnia). S'identifica com a persona no-binària i fa ús dels pronoms she/her i they/them. Prefereix que el seu nom estigui escrit en minúscules, ja que l'àrab no utilitza majúscules.

## Obra
La recerca de wadud s'ha centrat en l'Alcorà, els estudis alcorànics, el tafsir, l'hermenèutica, el gènere i la sexualitat.
De 1989 a 1992, va treballar fent classes a la facultat de Coneixement Revelat a la Universitat Islàmica Internacional de Kuala Lumpur (Malàisia), amb un contracte de tres anys. Mentre estava allí, va publicar un volum editat de la seva dissertació Qur'an and Woman: Relecting the Sacred Text from a Woman's Perspective. Aquesta primera publicació va anar seguida d'una edició ampliada d'Oxford University Press el 1999 amb el subtítol addicional: "Rereading the Sacred Text from a Woman's Perspective". El primer llibre s'ha utilitzat àmpliament en l'estudi acadèmic modern de l'islam, les dones musulmanes i els estudis alcorànics a tot el món. El 2006 va publicar la seva segona monografia, Inside the Gender Jihad: Women's Reform in Islam, per Oneworld Publications. Més recentment, el 2022, va publicar una memòria espiritual anomenada Once in a Lifetime, de Kantara Press, llibre que ofereix una introducció als cinc pilars de l'islam des d'una perspectiva progressista.
Mentre estava a Malàisia, es va unir a set dones com a fundadores de l'organització no governamental Sisters in Islam (SIS), la qual encapçalaria la creació d'un grup de defensa internacional anomenat Musawah el 2009.
Després de jubilar-se el 2006, va ocupar un lloc com a professora visitant a la Starr King per al Ministeri a Califòrnia, i posteriorment ho va fer el 2009 al Centre d'Estudis Religiosos i Culturals de la Universitat Gadjah Mada de Yogyakarta (Indonèsia). El 2020 va tornar a aquesta localitat per impartir classes ocasionalment a la Universitat Islàmica Nacional Sunan Kalijaga i al Consorci Internacional d'Estudis Religiosos, a la Universitat Gadjah Mada. També ha format part del professorat visitant a la Harvard Divinity School, la Universitat de Melbourne i altres universitats. Ha impartit centenars de conferències, tallers i presentacions en fòrums de base, governamentals, no governamentals i acadèmics als Estats Units, l'Orient Mitjà, el sud i el sud-est asiàtic, l'Àfrica, Austràlia i Europa.
Les seves intervencions inclouen el discurs magistral "Islam, justícia i gènere" a la conferència internacional de 2008 Understanding Conflicts: Cross-Cultural Perspectives, celebrada a la Universitat d'Aarhus (Dinamarca); un article titulat "Islam Beyond Patriarchy Through Gender Inclusive Qur'anic Analysis" a la conferència Musawah - Equality and Justice in the Family de 2009; la Conferència Regional sobre l'Avenç de la Igualtat de Gènere i l'Empoderament de les Dones a les Societats Musulmanes, organitzada pel Fons de Desenvolupament de les Nacions Unides per a la Dona (UNIFEM) i el Centre Internacional per a l'Islam i el Pluralisme (ICIP) a Jakarta (Indonèsia) el març de 2009; un taller sobre "Xaria i Drets Humans" a la Universitat de Bergen (Noruega) a finals de novembre de 2009; una conferència pública titulada "Muslim Women and Gender Justice: Methods, Motivation and Means" a la Facultat d'Arts, Asia Institute, a la Universitat de Melbourne (Austràlia) el febrer de 2010, i una conferència sobre "Tawhid and Spiritual Development for Social Action" al Muslims for Progressive Values del seminari Pacific School of Religion de Berkeley (Califòrnia), el juliol de 2011.
wadud va rebre una beca de recerca de tres anys de la fundació Arcus per fer un estudi en profunditat del discurs islàmic clàssic sobre la diversitat sexual i la dignitat humana. Es va identificar com a queer i ha defensat obertament el "pluralisme" i la "igualtat", inclosa la dignitat dels drets de les persones LGBTIQ+.

## Controvèrsia
L'agost de 1994, wadud va pronunciar un pre-khutba (sermó de divendres) sobre "L'Islam com a rendició compromesa" a la mesquita de Claremont Main Road a Ciutat del Cap (Sud-àfrica); en el món musulmà era inaudit fins i tot que les dones fessin una xerrada prèvia al khutba.

## Biografia seleccionada
Llibres
- Wadud, Amina. Qurʼan and woman rereading the sacred text from a woman's perspective (en anglès).  Nova York: Oxford University Press, 1999. ISBN 9780198029434. Aporta una lectura inclusiva de gènere a una de les disciplines més fonamentals del pensament islàmic, l'exegesi alcorànica.
- Wadud, Amina. Inside the gender Jihad: women's reform in Islam (en anglès).  Oxford: Oneworld, 2006. ISBN 9781851684632. Continua l'anàlisi corànica de wadud i ofereix detalls amplis sobre les seves experiències com a musulmana, dona, mare, germana, erudita i activista.

Capítols en llibres
- Wadud, Amina. Women and citizenship (en anglès).  Oxford (Nova York): Oxford University Press, 2005, p. 170–187. ISBN 9780195175356. «Citizenship and faith»